# Musschia
- Commons
- Wikispecies

Musschia é um género de plantas de porte herbáceo - sub-arbustivo, pertencente à família Campanulaceae. É um género endémico da Madeira, composto por três espécies:
- Musschia aurea (L.f.) Dumort. - planta herbácea perene, relativamente rara que se desenvolve em pequenas reentrâncias rochosas das arribas costeiras e penhascos do interior da ilha da Madeira e da Deserta Grande. A sua flor é de um amarelo intenso, daí o restritivo específico de aurea (dourado).

- Musschia wollastonii Lowe - planta perene de porte sub-arbustivo, podendo atingir até 2m. É considerada muito rara devido à redução do seu habitat. Ocorre em reentrâncias rochosas em áreas cuja humidade é muito elevada, no interior da floresta laurissilva, entre os 400 e os 900 metros de altitude. Exclusiva da ilha da Madeira.

- Musschia isambertoi M. Seq., R. Jardim, M. Silva & L. Carvalho - planta descrita recententemente (2007) e confundida durante algum tempo com a M. wollastonii. Tem uma estrutura rosulada, podendo atingir cerca de 2m de altura. A sua flor é esverdeada e a inflorescência apresenta-se densa, ao contrário da M. wollastonii, que apresenta flores avermelhadas e uma inflorescência muito menos densa. Tem preferência por terrenos erodidos quase ao nível do mar (na zona de transição entre a praia de calhau e terra firme). Existem apenas duas colónias ambas com poucos indivíduos, situando-se exclusivamente na Deserta Grande.